# Galium hainesii
Galium hainesii  (лат.) — вид двудольных растений рода Подмаренник (Galium) семейства Мареновые (Rubiaceae). Впервые описан австрийской учёной-ботаником Евой Шёнбек-Темесь в 1977 году.

## Распространение
Эндемик Ирака. Типовой экземпляр собран в местности Кгри-Карадог, на неукреплённой скалистой обочине.

## Ботаническое описание
Листья от обратноланцетовидных до нитевидных, собраны в мутовки по 8—12 в каждой.
Венчик цветка жёлтый.